# Кандиль-синап
«Кандиль-синап» — аборигенный крымский сорт яблони домашней из группы синапов, осеннего срока созревания. Из-за своей необычной «свечной» формы считается элитным дорогим яблоком. Но это обычный маркетинговый ход.

## Происхождение и история сорта
Происхождение сорта неизвестно, по самой распространённой версии получен путём случайной мутации при посеве семян родственного сорта «Сары-синап». Ранее составлял около 8 % яблоневых садов Крыма.

## Описание сорта
Деревья сильнорослые, относительно медленно растущие, крона узкопирамидальная, рекомендуется посадка в защищённых от ветра местах. Плодоношение на многочисленных сложных кольчатках, копьецах и плодовых прутиках.
Побеги тонкие, прямые, красновато-коричневые, среднеопушённые, чечевички редкие и мелкие. Длина междоузлий средняя.
Листья мелкие и средние, удлинённо-овальные, обратнояйцевидные, серо-зелёные, среднеопушённые, со средним или длинноватым, узким, резко заострённым кончиком и заострённым, часто клиновидным основанием, сложены «лодочкой». Края волнистые, мелкопильчатые. Черешки короткие и средние, слабо окрашены у основания. Прилистники среднего размера, довольно узкие, длинноватые, ланцетовидные.
Плоды крупные или средней величины, удлиненно-цилиндрической формы, с несколько конической верхушкой и основанием, ровные, гладкие, весом 120—150 г. Плодоножка тонкая, длиной 12—15 мм. Блюдце маленькое, очень слаборебристое, складчатое. Чашечка закрытая. Воронка узкая, средней глубины, без оржавленности. Основная окраска желтовато-бледно-зелёная, кое-где есть зелёные подкожные точки и ярко-розовый размытый румянец на солнечной стороне. Семенные камеры вытянутые, закрытые или слегка приоткрытые. Семенное гнездо среднее, центрально расположенное. Мякоть желтовато-белая, нежная, хрустящая, очень сочная, шкурка плотная. Вкус кисло-сладкий. Имеет очень тонкий, едва ощутимый аромат.
Семена небольшие, узкие, удлинённые. Сердечко среднее, удлинённо-сердцевидной или луковичной формы.
Первые плоды появляются на 5-й год после посадки, плодоносит раз в 2-3 года. Во взрослом возрасте плодоношение обильное — 200—300 кг с одного дерева, а, по сведениям известного помолога Льва Симиренко, в 1883 году в Крыму с одного дерева был зафиксирован урожай 87 пудов (1392 кг).

## Агротехника
На слаборослом подвое «Кандиль-синап» нуждаются в опоре. Для отдельных деревьев это просто кол, поддерживающий штамб, к которому вдобавок можно отогнуть и привязать веточки, конкурирующие с лидером — прочная древесина избавляет от опасности отломов. В промышленном саду устанавливают шпалеру. На средне- или сильнорослом подвое опора не требуется, однако отгибание ветвей становится особенно актуальным, так как по своей природе сорт имеет пирамидальную крону, и расширить её другим способом нереально.